# Kruidenboter

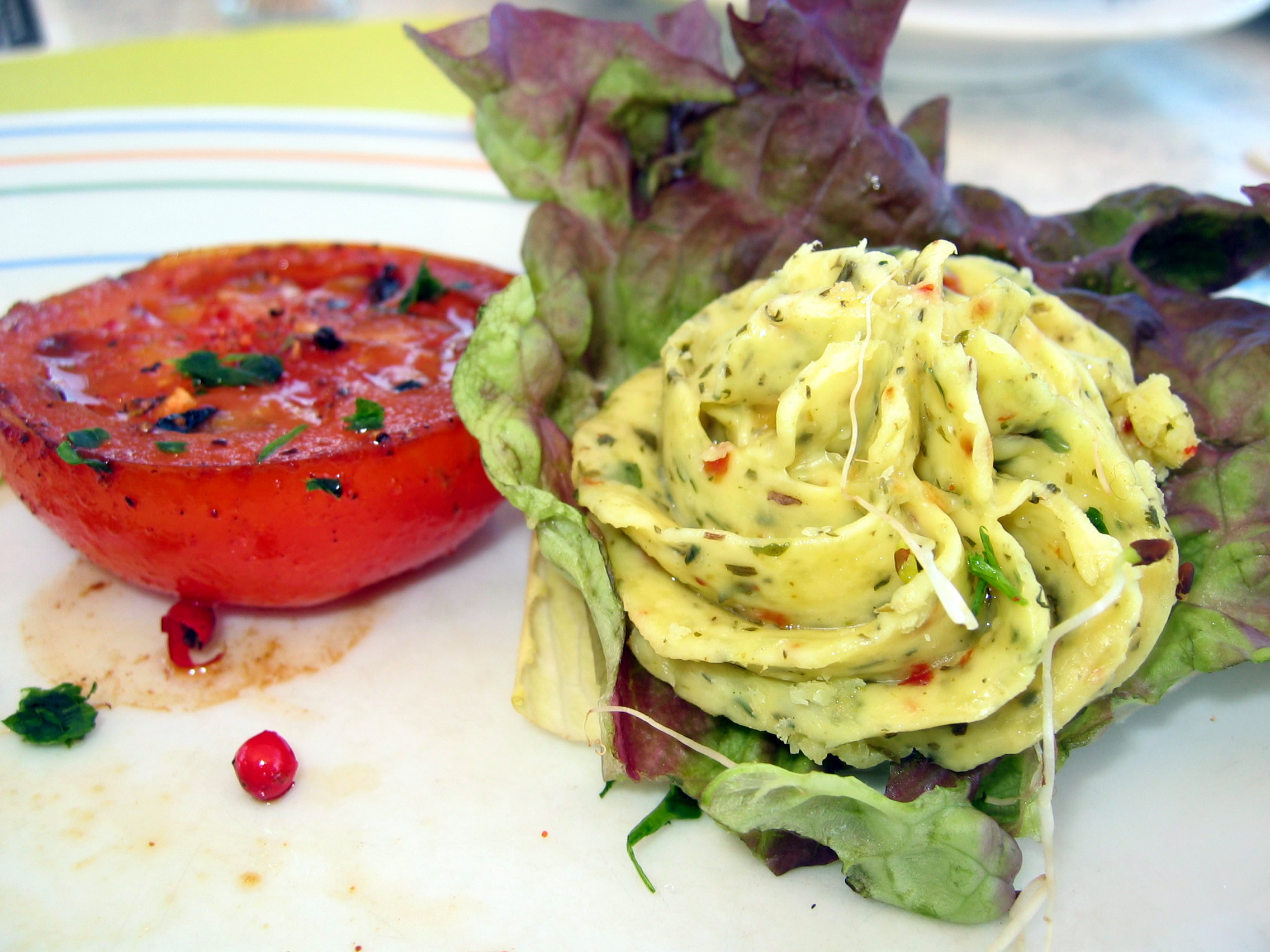
gegrilde tomaat en een roosje van kruidenboter

Kruidenboter is boter waar tuinkruiden doorheen zijn gemengd.
Vaak wordt gekozen voor peterselie, bieslook en knoflook, op smaak gebracht door peper en zout toe te voegen. Deze kruiden worden fijngesneden en vervolgens door de boter gemengd. Kruidenboter is algemeen kant-en-klaar te koop, maar kan ook zelf worden gemaakt.

## Varianten
- Een variant op de kruidenboter is de knoflookboter waarbij extra veel knoflook wordt gebruikt en minder van de andere ingrediënten.
- Citroenboter waarbij geraspte citroenschil en citroensap door de boter worden gemengd.
- Slakkenboter waarbij fijngesneden peterselie en knoflook, peper en zout gemengd worden, ter vulling van escargots à la bourguignonne.